# Dmitri Markov
 Dmitri Markov (Vitebsk, 14 maart 1975) is een voormalige Australische atleet van Wit-Russische afkomst, die gespecialiseerd was in het polsstokhoogspringen. Driemaal nam hij deel aan de Olympische Spelen, maar bleef medailleloos. Hij werd viermaal Australisch kampioen polsstokhoogspringen. Markov werd tevens wereldkampioen en is Oceanisch recordhouder.

## Biografie
Markov nam aanvankelijk deel aan internationale competities onder de vlag van Wit-Rusland. In 1996 werd hij Europees indoorkampioen. Later dat jaar werd hij met een sprong van 5,86 m zesde op de Olympische Spelen van 1996 in Atlanta. Na een dispuut weigerde hij in 1998 deel te nemen aan de Europese kampioenschappen. Hij verhuisde naar Australië en werd Australisch staatsburger in 1999. Hij nam als Australiër deel aan de wereldkampioenschappen in 1999, waar hij met een sprong van 5,90 zilver behaalde.
In 2000 nam Markov een tweede keer deel aan de Olympische Spelen in Sydney. Met een beste sprong van 5,80 eindigde hij op de vijfde plaats. Eén jaar later werd hij met een sprong van 6,05 wereldkampioen in Edmonton. Met deze prestatie klom hij op naar een gedeelde tweede plaats op de TopTien Aller Tijden ranglijst. Sindsdien is er buiten niet meer zo hoog gesprongen (peildatum februari 2015).
Op de Olympische Spelen van 2004 in Athene geraakte Markov met een beste sprong van 5,50 niet door de kwalificaties van het polsstokhoogspringen. Twee jaar later nam hij deel aan zijn laatste grote internationale toernooi: op de Gemenebestspelen 2006 behaalde hij een zilveren medaille achter zijn landgenoot Steven Hooker.
In het voorjaar van 2007 maakte Markov bekend, dat hij zijn loopbaan beëindigde als gevolg van aanhoudende blessures aan de voet.

## Titels
- Wereldkampioen polsstokhoogspringen - 2001
- Europees indoorkampioen polsstokhoogspringen - 1996
- Australisch kampioen polsstokhoogspringen – 1998, 2001, 2003, 2004

## Persoonlijke records
Outdoor
| Onderdeel            | Prestatie   | Datum           | Plaats   |
| -------------------- | ----------- | --------------- | -------- |
| polsstokhoogspringen | 6,05 m (AR) | 9 augustus 2001 | Edmonton |

Indoor
| Onderdeel            | Prestatie | Datum        | Plaats    |
| -------------------- | --------- | ------------ | --------- |
| polsstokhoogspringen | 5,85 m    | 9 maart 1996 | Stockholm |

## Palmares

### polsstokhoogspringen
Kampioenschappen
- 1994:  WJK – 5,50 m
- 1996:  EK indoor - 5,85 m
- 1996: 6e OS – 5,86 m
- 1996: 8e Wereldatletiekfinale – 5,40 m
- 1997: 7e Wereldatletiekfinale – 5,40 m
- 1998: 4e Wereldatletiekfinale – 5,80 m
- 1999:  WK – 5,90 m
- 1999:  Wereldatletiekfinale – 5,80 m
- 2000: 5e OS – 5,80 m
- 2001:  WK – 6,05 m
- 2002: 4e Gemenebestspelen – 5,50 m
- 2003: 4e WK – 5,85 m
- 2003:  Wereldatletiekfinale – 5,76 m
- 2006:  Gemenebestspelen – 5,60 m

Golden League-podiumplaatsen
- 1998:  Golden Gala - 5,85 m
- 1999:  Golden Gala - 5,80 m
- 1999:  Herculis - 5,95 m
- 2001:  Herculis - 5,95 m
- 2003:  ISTAF – 5,86 m

1983 Serhij Boebka · 
1987 Serhij Boebka · 
1991 Serhij Boebka · 
1993 Serhij Boebka · 
1995 Serhij Boebka · 
1997 Serhij Boebka · 
1999 Maksim Tarasov · 
2001 Dmitri Markov · 
2003 Giuseppe Gibilisco · 
2005 Rens Blom ·
2007 Brad Walker ·
2009 Steven Hooker ·
2011 Paweł Wojciechowski ·
2013 Raphael Holzdeppe ·
2015 Shawnacy Barber ·
2017 Sam Kendricks ·
2019 Sam Kendricks ·
2022 Armand Duplantis ·
2023 Armand Duplantis